# Ковальчук Олександр Вікторович
Олександр Вікторович Ковальчук — солдат Збройних сил України, учасник російсько-української війни, що загинув у ході російського вторгнення в Україну в 2022 році.

## Життєпис
Олександр Ковальчук народився 7 грудня 1978 року та проживав у селі Песець (нині Новоушицької територіальної громади) Новоушицького району Хмельницької області. Навчався у Песецькій восьмирічній школі та Отроківській загальноосвітній школі. Рано втратив батьків. Грав за місцеву футбольну команду, яка неодноразово перемагала у чемпіонатах різного рівня. Закінчивши навчання, служив у лавах ЗСУ, в танкових військах. Повернувшись додому, працював трактористом у агропідприємствах. В останні роки — у фермерському господарстві «Астра Плюс». З початком широкомасштабного військового вторгнення РФ в Україну призвали в першу хвилю мобілізації. Перебувши одну ніч в одній із військових частин, одразу військовика відправили на передову. Загинув Олександр Ковальчук 11 квітня 2022 року під час бойових дій у селі Новозлатопіль Гуляйпільського району Запорізької області. Поховали Олександра Ковальчука 16 квітня 2022 року в рідному селі Песець на Хмельниччині.

## Родина
В Олександра Ковальчука залишилися дружина та двоє доньок — старша Ірина та молодша Вікторія.

## Нагороди
- орден За мужність III ступеня (2022, посмертно) — за особисту мужність і самовіддані дії, виявлені у захисті державного суверенітету та територіальної цілісності України, вірність військовій присязі [4].